# Uroš Nikolić (labdarúgó)
Uroš Nikolić (szerbül: Урош Никoлић) (Niš, 1993. december 14. –) szerb labdarúgó, a Makkabi Tel-Aviv középpályása.

## Pályafutása

### Klubcsapatokban
12 éves koráig a Filip Filipović Labdarúgó Akadémián nevelkedett. 16 éves korában az FK Sinđelić Niš felnőtt csapatába került, ahol 7 mérkőzésen kapott lehetőséget és 1 gólt rúgott. Ezt követően az Partizan Belgrád utánpótláscsapatába került. 2012-ben a Videoton csapatába igazolt. A magyar labdarúgó elsőosztályban 2012. május 26-án az Újpest – Videoton mérkőzésen mutatkozott be. Ő volt a 400. játékos a Videoton történelmében, aki az NB1-ben pályára lépett. A 2013-14-es szezon őszi részét a Puskás AFC-nél töltötte, kilenc bajnokin kapott lehetőséget, egy gólt szerzett. 2015. január 14-én hazaigazolt, és aláírt a Jagodinához.
2016 nyarán a Dinama Minszk játékosa lett. Augusztus 13-án, a Sahcjor Szalihorszk elleni mérkőzésen mutatkozott be a bajnokságban. A 2017-es szezonban jórészt kiegészítő ember volt a csapatban, 2018-ban azonban alapembere lett a minszki csapatnak. Az Európa-liga 2018–2019-es idényének selejtezőjében öt gólt szerzett, ebből kettőt az orosz Zenyit elleni 4–0-s hazai győzelem alkalmával. 2018 decemberében bejelentette, hogy távozni szeretne a klubtól, majd nem sokkal később négy és fél éves szerződést írt alá az izraeli Makkabi Tel-Aviv csapatával.

## Magyarországi statisztikája
(2013 december 8-ig)
| Klub       | Szezon   | Bajnokság     | Bajnokság | Kupa          | Kupa  | Ligakupa      | Ligakupa | Nemzetközi    | Nemzetközi | Összesen      | Összesen |
| Klub       | Szezon   | Pályára lépés | Gólok     | Pályára lépés | Gólok | Pályára lépés | Gólok    | Pályára lépés | Gólok      | Pályára lépés | Gólok    |
| ---------- | -------- | ------------- | --------- | ------------- | ----- | ------------- | -------- | ------------- | ---------- | ------------- | -------- |
| Videoton   | 2011–12  | 1             | 0         | 0             | 0     | 3             | 0        | 0             | 0          | 4             | 0        |
| Videoton   | 2012–13  | 5             | 0         | 1             | 2     | 5             | 0        | 1             | 0          | 12            | 2        |
| Videoton   | Összes   | 6             | 0         | 1             | 2     | 8             | 0        | 1             | 0          | 16            | 2        |
| Puskás AFC | 2013–14  | 9             | 1         | 3             | 0     | 4             | 0        | 0             | 0          | 16            | 1        |
| Puskás AFC | Összes   | 9             | 1         | 3             | 0     | 4             | 0        | 0             | 0          | 16            | 1        |
| Összesen   | Összesen | 15            | 1         | 4             | 2     | 12            | 0        | 1             | 0          | 32            | 3        |